# Siobhan Dowd
Siobhan Dowd, angleška pisateljica in aktivistka irskega rodu, * 4. februar 1960, London, † 21. avgust 2007, Oxford. 
Njena zadnja knjiga, Barjanski otrok, je po avtoričini smrti, leta 2009, prejela Carnegiejevo madaljo. To medaljo prejme najboljša otroška ali mladinska knjiga, izdana v Združenem kraljestvu.

## Življenjepis
Siobhan se je rodila irskima staršema v Londonu, kjer je obiskovala rimsko katoliško osnovno šolo. Kasneje je na Univerzi v Oxfordu diplomirala iz klasične literature, na Univerzi v Greenwichu pa je z odliko magistrirala iz spolnih in etničnih študij.
Leta 1984 se je pridružila društvu pisateljev PEN International, sprva kot raziskovalka v komiteju Zaprti pisatelji, kasneje pa je postala programska direktorica Centra za svobodo pisanja v ameriški podružnici PENa, v New Yorku. V tem času je v ZDA ustanovila Rushdie Defense Committee, poleg tega pa je v Indoneziji in Gvatemali preiskovala kršenje človekovih pravic tamkajšnjih pisateljev. Med sedemletnim bivanjem v ZDA, jo je revija Irish-America Magazine uvrstil na lestico "top 100 Irish-Americans", predvsem zaradi njenega delovanja proti cenzuri.
Po vrnitvi v Združeno kraljestvo je z Rachel Billington ustanovila 'English PEN's readers and writers program', ki je bil zasnovan z namenom, da bi pisatelji obiskovali šole, socialno ogrožena okolja in zapore. Leta 2004 je Dowdova delovala kot namestnica komisarja za otrokove pravice v Oxfordshiru.
Tik pred smrtjo zaradi raka na dojki, je ustanovila Sklad Siobhan Dowd, dobrodelno organizacijo, ki bo z dobičkom od avtorskih pravic njenih knjig, pomagal socialno prizadetim otrokom pri razvoju branja. 

### Romani
- Čisti krik (2006)
- Uganka Londonskega očesa (2007)
- Barjanski otrok (izšel posmrtno, 2008)
- Cesta utehe (izšel posmrtno, 2009)